# مستعد أم لا
مستعد أم لا (بالإنجليزية: Ready or Not) هو فيلم رعب كوميدي أمريكي من إخراج مات بيتينيلي أولبين وتايلر غيليت وبطولة سمارة ويفنغ،آدم برودي،هنري تشيرني وآندي ماكدويل. تدور القصة حول عروس شابة تطاردها عائلة زوجها الثرية كجزء من طقس ليلة الزفاف لعبادة الشيطان.
بدأت التحضيرات في نوفمبر 2017 عندما تم التعاقد مع مات بيتينيلي-أولبين وتايلر جيليت، وهما عضوان في فريق صناعة الأفلام "راديو سايلنس"، لإخراج الفيلم، بينما أُسندت كتابة السيناريو إلى غاي بوسيك وراين مورفي. بعد تحديد موعد إصدار مبدئي، جرت عملية اختيار الممثلين من أغسطس إلى أكتوبر 2018. وبدأ التصوير الرئيسي في وقت لاحق من نفس الشهر، واختُتم في نوفمبر، في مواقع داخل وحول مدينة تورونتو الكندية ومقاطعة أونتاريو المحيطة بها. تم التعاقد مع براين تايلر لتأليف وتوزيع الموسيقى التصويرية للفيلم، وهي أولى تعاوناته مع بيتينيلي-أولبين وجيليت.
عُرض فيلم Ready or Not لأول مرة في مهرجان فانتازيا السينمائي الدولي في 27 يوليو 2019، وبدأ عرضه في صالات السينما بالولايات المتحدة في 21 أغسطس 2019 من خلال شركة "سيرشلايت بيكتشرز". تلقى الفيلم مراجعات إيجابية من النقاد وحقق إيرادات بلغت 57.6 مليون دولار عالميًا مقابل ميزانية قدرها 6 ملايين دولار. وتم ترشيحه لجائزة أفضل فيلم رعب في الدورة 46 من جوائز ساترن. ومن المقرر إصدار جزء ثانٍ بعنوان Ready or Not 2: Here I Come في أبريل 2026.

## روابط خارجية
مستعد أم لا على موقع IMDb (الإنجليزية)
- مستعد أم لا على موقع ميتاكريتيك (الإنجليزية)
- مستعد أم لا على موقع روتن توميتوز (الإنجليزية)
- مستعد أم لا على موقع نتفليكس (الإنجليزية)
- مستعد أم لا على موقع ألو سيني (الفرنسية)
- مستعد أم لا على موقع أول موفي (الإنجليزية)
- مستعد أم لا على موقع فيلمافينيتي (الإسبانية)
- مستعد أم لا على موقع قاعدة بيانات الفيلم (الإنجليزية)
- مستعد أم لا على موقع ليتربوكسد (الإنجليزية)
- مستعد أم لا على موقع كينوبويسك (الروسية)